# Table des caractères Unicode/U11C70
Cette page contient des caractères spéciaux ou non latins. S’ils s’affichent mal (▯, ?, etc.), consultez la page d’aide Unicode.
Table des caractères Unicode U+11C70 à U+11CBF.

## Marchen
Caractères utilisés pour l'écriture du Zhang-zhung

### Table des caractères
| en fr   | 0 | 1 | 2 | 3 | 4 | 5 | 6 | 7 | 8 | 9 | A | B | C | D | E | F |
| U+11C70 | 𑱰 | 𑱱 | 𑱲 | 𑱳 | 𑱴 | 𑱵 | 𑱶 | 𑱷 | 𑱸 | 𑱹 | 𑱺 | 𑱻 | 𑱼 | 𑱽 | 𑱾 | 𑱿 |
| U+11C80 | 𑲀 | 𑲁 | 𑲂 | 𑲃 | 𑲄 | 𑲅 | 𑲆 | 𑲇 | 𑲈 | 𑲉 | 𑲊 | 𑲋 | 𑲌 | 𑲍 | 𑲎 | 𑲏 |
| ------- | - | - | - | - | - | - | - | - | - | - | - | - | - | - | - | - |
| U+11C90 |   |   | 𑲒  | 𑲓  | 𑲔  | 𑲕  | 𑲖  | 𑲗  | 𑲘  | 𑲙  | 𑲚  | 𑲛  | 𑲜  | 𑲝  | 𑲞  | 𑲟  |
| U+11CA0 | 𑲠  | 𑲡  | 𑲢  | 𑲣  | 𑲤  | 𑲥  | 𑲦  | 𑲧  |   | 𑲩  | 𑲪  | 𑲫  | 𑲬  | 𑲭  | 𑲮  | 𑲯  |
| U+11CB0 | 𑲰  | 𑲱  | 𑲲  | 𑲳  | 𑲴  | 𑲵  | 𑲶  |   |   |   |   |   |   |   |   |   |